# Thomas Linley (padre)
Thomas Linley (Wells, 17 de enero de 1733-Londres, 19 de noviembre de 1795) fue un músico inglés.

## Biografía
Thomas Linley nació en Wells, en el condado de Somerset el 17 de enero de 1733. Estudió música en Bath, donde se estableció como maestro de canto y director en los conciertos. 
Desde 1774 estuvo encargado de la administración del Teatro Drury Lane de Londres, componiendo y recopilando gran parte de las piezas musicales que se produjeron allí, además de madrigales y canciones, que estaban en las primeras posiciones de las composiciones inglesas de la época.
Falleció el 19 de noviembre de 1795

## Vida personal
Estuvo casado con Mary Johnson, con la que tuvo doce hijos, siete de los cuales tuvieron carreras teatrales o musicales:
- Elizabeth Ann Linley (1754-1792), su hija mayor, esposa de Richard Brinsley Sheridan;
- Thomas Linley (1756-1778), su hijo mayor, un destacado violinista;
- Mary Linley (1758-1787), casada con Richard Tickell en 1780;
- Samuel Linley (1760-1778), su segundo hijo, cantante y oboísta;
- Maria Linley (1763-1784), cantante;
- Ozias Thurston Linley (1765-1831), canónigo menor en Norwich y organista en Dulwich;
- William Linley, (1771-1835), compositor de glees[1] y canciones y escritor.